# 青脊蛇
青脊蛇（学名：Achalinus ater）为游蛇科脊蛇属的爬行动物。分布于越南以及中国大陆的贵州、广西、甘肃等地，常栖息于山区以及地下穴居。其生存的海拔范围为1600至1880米。该物种的模式产地在越南。

## 保护
本种于2023年被收录入《有重要生态、科学、社会价值的陆生野生动物名录》。